# Алиева, Ирада Азад кызы
Ирада Азад кызы Алиева (азерб. İradə Azad qızı Əliyeva; 27 декабря 1991, Баку) — азербайджанская легкоатлетка-паралимпийка, выступающая в категории слепоты F12. Победитель чемпионата мира среди паралимпийцев 2015 года. Представляла Азербайджан на летних Паралимпийских играх 2016 в Рио-де-Жанейро, на которых завоевала серебряную медаль.

## Биография
Ирада Алиева родилась 27 декабря 1991 года в Баку в семье спортсменов. Так, мать Алиевой занималась велоспортом и мотоспортом, а бабушка — акробатикой. Изначально Ирада Алиева хотела профессионально заниматься волейболом, но не смогла из-за небольшого роста, предпочтя метание копья. По словам самой Алиевой, метание копья является сложной дисциплиной, а ей нравится «браться за сложные задачи». Ирада Алиева окончила среднюю школу № 310 и Академию физкультуры и спорта в Баку.
Алиева начала выступать в 2005 году. В 2009 году решила взять перерыв в спорте, но в 2014 году вернулась в большой спорт. В 2015 году принимала участие на первых Европейских играх в Баку среди здоровых метателей копья. На этом турнире Алиева с результатом 36,99 м заняла 10-е место. В этом же году стала победителем Гран-при в Тунисе и чемпионата Баку по метанию копья.
В октябре 2015 года на чемпионате мира в Дохе (Катар) Ирада Алиева завоевала золотую медаль в метании копья, установив новый мировой рекорд (44.18 м) и став также обладателем путёвки на летние Паралимпийские игры 2016 в Рио-де-Жанейро. На Играх Алиева в категории F12/13 в своей лучшей попытке метнула копье на 42,58 метров и заняла второе место. В сентябре 2016 года Алиева распоряжением президента Азербайджана Ильхама Алиева за высокие достижения на XV летних Паралимпийских играх в Рио-де-Жанейро, а также за заслуги в развитии азербайджанского спорта была награждена орденом «За службу Отечеству» III степени.
Выступает за бакинский клуб «Нефтчи». Тренируется под началом Бахтияра Зейналова.